# Pierre de La Mésangère
Pierre de La Mésangère est un oratorien, professeur de belles-lettres à La Flèche, né en 1761, mort à Paris en 1831. Il vécut de sa plume pendant la Révolution. Quoique prêtre, il rédigea depuis 1799 le Journal des dames et des modes.
Il se fit ordonner prêtre et professa les belles-lettres et la philosophie à La Flèche jusqu’au moment où la Révolution vint fermer le collège de cette petite ville. Venu à Paris, il se confina prudemment dans la retraite, et, en 1799, il prit la direction du Journal des dames et des modes. On vit alors cet ecclésiastique, dont le caractère était sérieux et les mœurs austères, fréquenter les lieux publics pour y observer la toilette des dames, courir les théâtres et rendre compte des pièces nouvelles.

« Il sortait toujours sans parapluie, dit Fayolle ; s’il venait à pleuvoir, il en achetait un. Il oubliait souvent sa tabatière, et, dans ce cas, il en achetait une autre. Chaque fois qu’il sortait, il achetait quelque chose, tantôt une paire de bas de soie, tantôt une paire de souliers, un habit ou un chapeau. Il avait toujours dans sa poche des pièces de 15 et de 30 sous pour donner aux pauvres qu’il rencontrait dans la rue. À sa mort, on a trouvé parmi ses effets 1,000 paires de bas de soie, 2,000 paires de souliers, 6 douzaines d’habits bleus, 100 chapeaux ronds, 40 parapluies, 20 tabatières et 10,000 francs en pièces de 15 et de 30 sous. »

## Œuvres
On a de lui :
- le Voyageur à Paris, tableau pittoresque et moral de cette capitale (Paris, 1789, 2 vol. in-12) ;
- Géographie historique et littéraire de la France (Paris, 1791, 4 vol. in-12) ;
- Géographie de la France d’après la nouvelle division en 83 départements (Paris, 1791, in-8°) ;
- Nouvelle bibliothèque des enfants (Paris, 1794, in-12) ;
- Histoire naturelle des quadrupèdes et des reptiles (Paris, 1794, in-12) ;
- Voyages en France et autres pays, en prose et en vers (Paris, an IV, 4 vol. in-18) ;
- Dictionnaire des proverbes français (Paris, 1821) ;
- Galerie française de femmes célèbres (Paris, 1827, gr. in-4°), ouvrage illustré et fort curieux ;
- Costumes des femmes de Hambourg, du Tyrol, de la Hollande, de la Suisse, de la Franconie, de l’Espagne, etc. (Paris, 1827, in-4°), avec dessins de Lauté, gravés par Gœtine ;
- Observations sur les modes et les usages de Paris, pour servir d’explication aux 115 caricatures publiées sous le titre de Bon genre, depuis le commencement du XIXe siècle (Paris, sans date, in-4°) ;
- Costumes des femmes du pays de Caux et de plusieurs autres parties de l’ancienne Normandie (Paris, 1827, in-4°), dessins de Lanté, gravés par Gatine, avec explication pour chaque planche par La Mésangère, etc.

### Sources
- « Pierre de La Mésangère », dans Pierre Larousse, Grand dictionnaire universel du XIXe siècle, Paris, Administration du grand dictionnaire universel, 15 vol., 1863-1890 [détail des éditions].

Cet article comprend des extraits du Dictionnaire Bouillet. Il est possible de supprimer cette indication, si le texte reflète le savoir actuel sur ce thème, si les sources sont citées, s'il satisfait aux exigences linguistiques actuelles et s'il ne contient pas de propos qui vont à l'encontre des règles de neutralité de Wikipédia.